# Textboard
 (décembre 2010).
Si vous disposez d'ouvrages ou d'articles de référence ou si vous connaissez des sites web de qualité traitant du thème abordé ici, merci de compléter l'article en donnant les références utiles à sa vérifiabilité et en les liant à la section « Notes et références ».
Un textboard (forum textuel) est un bulletin board system (BBS, babillard électronique) anonyme de discussion.

## Origine
Ce type de forum sans système d'inscription trouve son origine au sein de l'université de Pékin en 1996, ce système permettra aux étudiants de s'exprimer librement face à la censure de l'Internet en Chine continentale.
En 1998, le BBS du Massachusetts Institute of Technology (MIT) deviendra beaucoup plus populaire que ses prédécesseurs et accueillera désormais les étudiants chinois bilingues du monde entier, cela s'explique du fait qu'il soit moins affecté par la censure chinoise.
En 2002, le gouvernement Chinois bloque l'accès au domaine entier de mit.edu. On a spéculé que la raison principale est d'empêcher les utilisateurs d'accéder aux discussions politiques non censurées sur ce forum. Par la suite, en raison de sa popularité et d'une bande passante surchargée, le forum est déplacé hors du domaine de mit.edu, et acquiert son propre nom de domaine[réf. nécessaire].

## Caractéristiques
- Anonymat : vise à dissuader les phénomènes de cliques et de rancune communs aux forums nécessitant une inscription avec compte d’utilisateur (et ce qui va avec : indication du nombre de messages postés, statut et notoriété des membres, avatars, etc.).

- Absence d’inscription : vise à encourager la concentration sur le contenu des messages postés par les utilisateurs et non sur leur rang au sein de la communauté (en termes d'ancienneté, de réputation et de prestige).

## Aujourd'hui
Il existe une multitude de BBS anonymes, ces forums accueillent en grande partie les adeptes de la sous-culture de l'Internet, des endroits ou naissent parfois des buzz plus souvent appelés mèmes.

### Logiciels
Les logiciels suivants permettant d'utiliser et de mettre en œuvre des texboards de façon anonyme, et fonctionnant en pair à pair (donc sans serveur).
- Perfect Dark : logiciel japonais principalement destiné au partage de fichiers en pair à pair.
- RetroShare : logiciel polyvalent. Les forums auxquels vous vous abonnez se propagent automatiquement à vos amis directs, et aux amis de vos amis (mais pas aux amis des amis de vos amis), et inversement. Ainsi les forums sont propagés par affinités, et donc pas systématiquement à tous les utilisateurs.